# Ільїнський сільський округ (Єсільський район)
Ільї́нський сільський округ (каз. Ильин ауылдық округі, рос. Ильинский сельский округ) — адміністративна одиниця у складі Єсільського району Північноказахстанської області Казахстану. Адміністративний центр — село Ільїнка.
Населення — 1431 особа (2021; 1978 у 2009, 2558 у 1999, 2629 у 1989).
Станом на 1989 рік існували Александровська сільська рада (село Александровка) та Ільїнська сільська рада (села Амангельди, Веселе, Ільїнка, Ондіріс). Села Веселе та Ондіріс були ліквідовані 2010 року.

## Склад
До складу округу входять такі населені пункти:
| Населений пункт     | Старі назви       | Населення, осіб (1989) | Населення, осіб (1999) | Населення, осіб (2009) | Населення, осіб (2021) |
| ------------------- | ----------------- | ---------------------- | ---------------------- | ---------------------- | ---------------------- |
| Александровка, село | -                 | 901                    | 887                    | 622                    | 427                    |
| Амангельди, село    | Аккоза            | 208                    | 202                    | 85                     | 60                     |
| Веселе, село        | -                 | 38                     | 17                     | 4                      | -                      |
| Ільїнка, село       | -                 | 1433                   | 1399                   | 1258                   | 944                    |
| Ондіріс, село       | Самамбет, Ондеріс | 49                     | 53                     | 9                      | -                      |